# Constituția Etiopiei din 1995
Actuala Constituție a Etiopiei, care este legea supremă a Republicii Democrate Federale Etiopia, a intrat în vigoare la 21 august 1995. Constituția a fost elaborată de Adunarea Constituantă care a fost aleasă în iunie 1994. A fost adoptată de Guvernul de Tranziție din Etiopia în decembrie 1994 și a intrat în vigoare în urma alegerilor generale desfășurate în mai-iunie 1995.